# Rallye d'Argentine 1984
Le Rallye d'Argentine 1984 (4º Marlboro Rally Argentina), disputé du 27 juillet au 1er août 1984, est la cent-trente-et-unième manche du championnat du monde des rallyes (WRC) courue depuis 1973, et la huitième manche du championnat du monde des rallyes 1984.

## Contexte avant la course

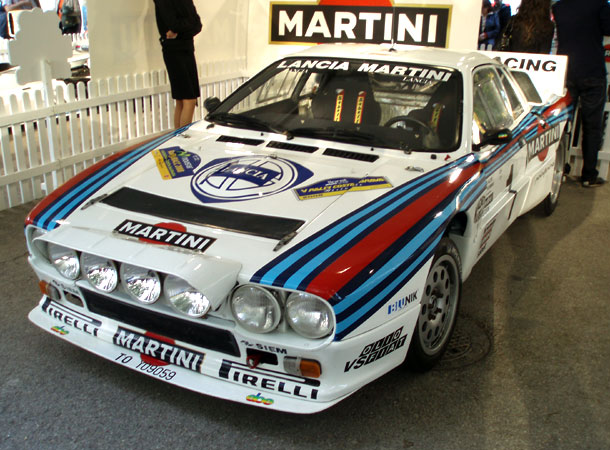
Titrées en 1983, les Lancia Rally 037 ne seront pas présentes en Argentine cette année.

### Le championnat du monde
Ayant succédé en 1973 au championnat international des marques (en vigueur de 1970 à 1972), le championnat du monde des rallyes comprend généralement une douzaine manches, comprenant les plus célèbres épreuves routières internationales, telles le Rallye Monte-Carlo, le Safari ou le RAC Rally. Depuis 1979, le championnat des constructeurs a été doublé d'un championnat pilotes, ce dernier remplaçant l'éphémère Coupe des conducteurs, organisée à seulement deux reprises en 1977 et 1978. Le calendrier 1984 intègre douze manches pour l'attribution du titre de champion du monde des pilotes mais seulement dix sélectives pour le championnat des marques (le Rallye de Suède et le Rallye de Côte d'Ivoire en étant exclus). Les épreuves sont réservées aux catégories suivantes :
- Groupe N : voitures de grande production de série, ayant au minimum quatre places, fabriquées à au moins 5000 exemplaires en douze mois consécutifs ; modifications très limitées par rapport au modèle de série (bougies, amortisseurs).
- Groupe A : voitures de tourisme de grande production, fabriquées à au moins 5000 exemplaires en douze mois consécutifs, avec possibilité de modifications des pièces d'origine ; poids minimum fonction de la cylindrée.
- Groupe B : voitures de grand tourisme, fabriquées à au moins 200 exemplaires en douze mois consécutifs, avec possibilité de modifications des pièces d'origine (extension d'homologation portant sur 10% de la production[2]).

Ayant perdu le titre constructeurs 1983 face à la Scuderia Lancia, l'équipe Audi Sport semble cette année tenir sa revanche, le constructeur allemand ayant imposé son coupé Quattro à transmission intégrale dans quatre des six manches déjà disputées (Monte-Carlo avec Walter Röhrl, Portugal avec Hannu Mikkola, Acropole et Nouvelle-Zélande avec Stig Blomqvist), alors que la marque turinoise a uniquement remporté le Tour de Corse grâce à Markku Alén. Ayant de plus gagné le Rallye de Suède dans le cadre du championnat des pilotes, Blomqvist, avec huit points d'avance sur Alén, a de bonnes chances d'être sacré champion du monde à la fin de l'année, d'autant que Lancia a fait l'impasse sur la manche argentine, jugeant que le parcours de cette épreuve avantage trop les voitures à quatre roues motrices.

### L'épreuve
Organisé pour la première fois en 1979 à l'initiative de la «Confederación Deportiva Automovilística Sudamericana» (Codasur), le rallye d'Argentine fut intégré l'année suivante au championnat du monde. Bénéficiant d'une organisation sans faille, il est généralement très apprécié des pilotes. À chaque nouvelle édition, son parcours est profondément remanié. Pour 1984 les secteurs sélectifs seront concentrés dans la province de Córdoba, alors que l'année précédente l'itinéraire se situait majoritairement en Patagonie. Les pistes argentines sont plutôt favorables aux voitures à transmission intégrale, et les Audi Quattro, qui avaient largement dominé en 1983, terminant aux quatre premières places, y seront une nouvelle fois favorites.

## Le parcours
- départ : 27 juillet 1984 de Buenos Aires
- arrivée : 1er août 1984 à Córdoba

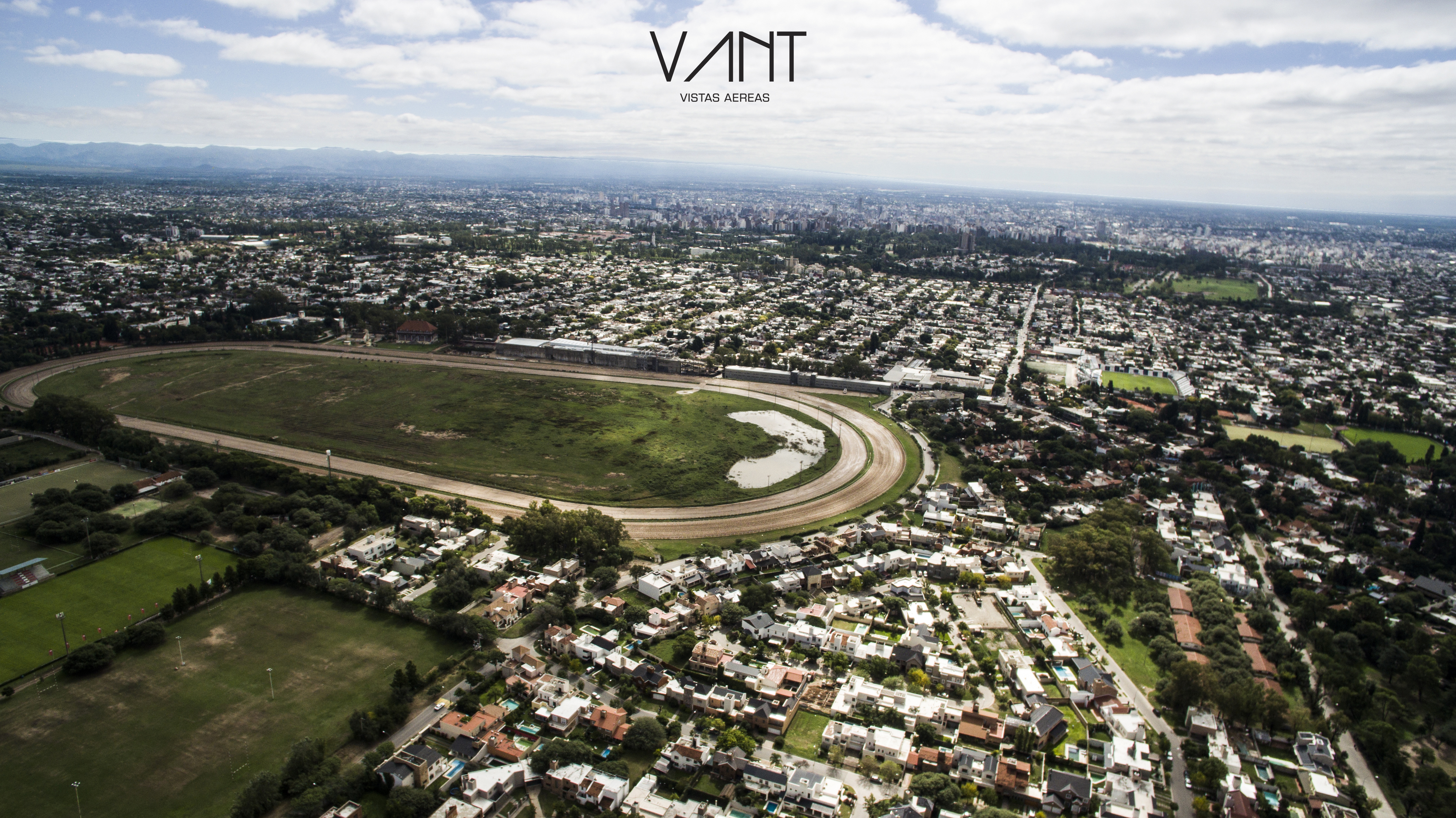
Córdoba, point central du 4e Rallye d'Argentine.

- distance : 2629,5 km, dont 948,58 km sur 23 épreuves spéciales (24 spéciales initialement prévues pour un total de 982 km)
- surface : terre et rocaille
- Parcours divisé en quatre étapes[4]

### Première étape
- Buenos Aires - Córdoba, du 27 au 28 juillet
- 4 épreuves spéciales, 173,16 km

### Deuxième étape
- Córdoba - Cosquín - Cruz del Eje - Córdoba, le 30 juillet
- 7 épreuves spéciales, 319,93 km

### Troisième étape
- Córdoba - La Falda - Villa Dolores - Córdoba, le 31 juillet
- 7 épreuves spéciales, 279,19 km

### Quatrième étape
- Córdoba - San Agustín - Córdoba, le 1er août
- 5 épreuves spéciales, 176,3 km (6 spéciales initialement prévues pour un total de 209,72 km)

## Les forces en présence
- Audi

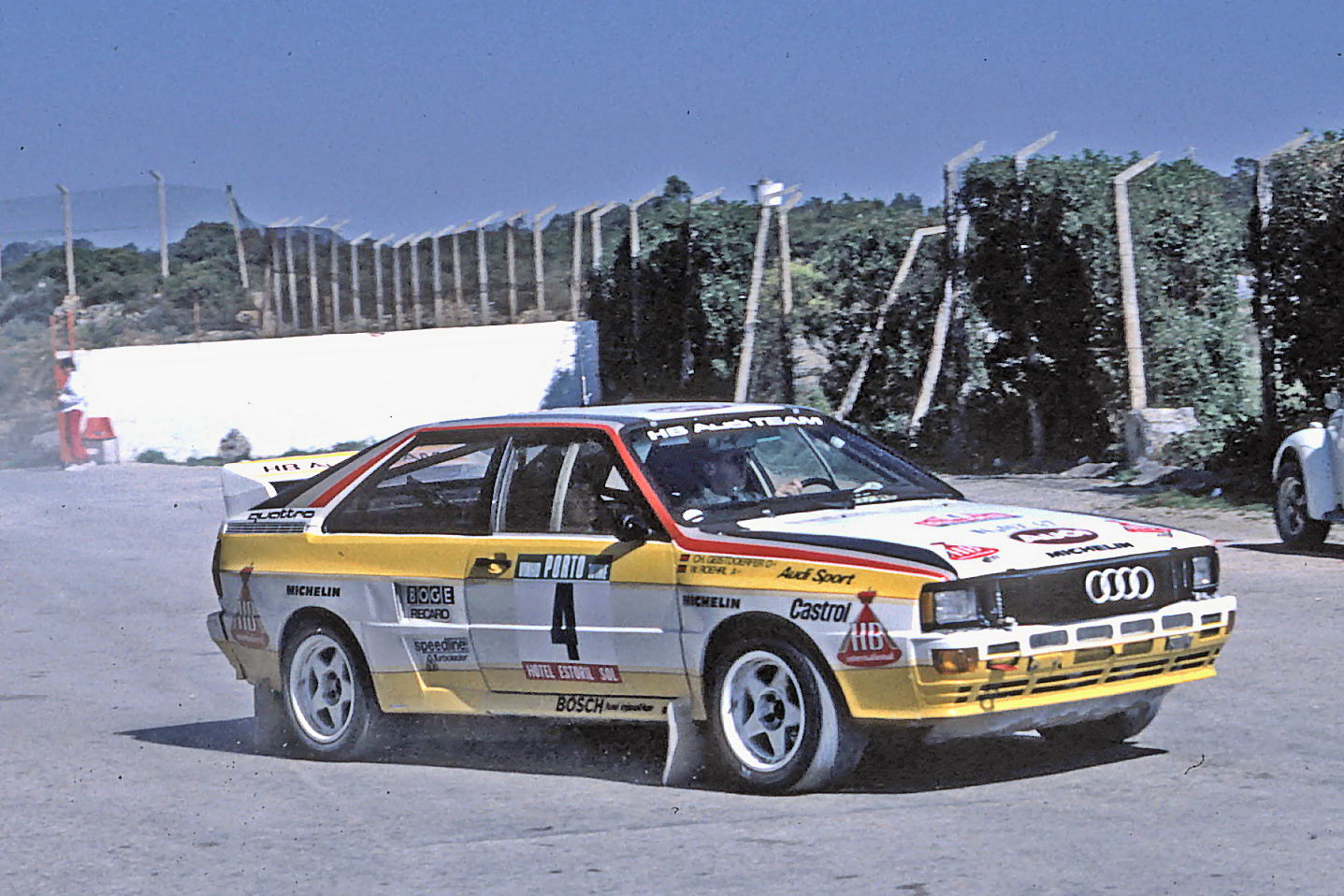
Les Audi Quattro A2 officielles seront largement favorites au départ.

Audi Sport a engagé deux Quattro A2 groupe B pour Stig Blomqvist et Hannu Mikkola, tandis que les pilotes locaux Jorge Recalde et Rubén Luis Di Palma, sous les couleurs de Volkswagen Argentine, prendront le départ sur des modèles identiques, mulets préparés par le constructeur d'Ingolstadt pour les reconnaissances de l'épreuve. Ces coupés de 1050 kg à transmission intégrale sont équipés d'un moteur cinq cylindres de 2121 cm3 placé à l'avant, alimenté par un système d'injection électronique Bosch associé à un turbocompresseur KKK. La puissance maximale est de 360 chevaux à 7000 tr/min. Les Audi sont équipées de pneus Michelin.
- Opel

Le pilote japonais Yasuhiro Iwase a racheté une ancienne Ascona 400 groupe B. Il s'agit d'une des voitures utilisées par Walter Röhrl en 1982. Cette berline à transmission classique pèse 1050 kg ; elle est dotée d'un moteur quatre cylindres de 2420 cm3, développé chez Cosworth. Alimenté par deux carburateurs double-corps, il développe 255 chevaux. Iwase utilise des pneus Michelin.
- Renault

La filiale argentine du premier constructeur français a préparé deux Renault 18 GTX groupe A, confiées à Ernesto Soto et Alejandro Moroni. Pesant 1100 kg, ces berlines ont un moteur deux litres délivrant 145 chevaux. Engagés à titre privé sur des Renault 12 TS groupe A (1050 kg, 1400 cm3, 115 chevaux), Carlos Celis, Gabriel Raies, Mario Stillo et Miguel Torrás bénéficient d'une assistance officielle.
- Peugeot

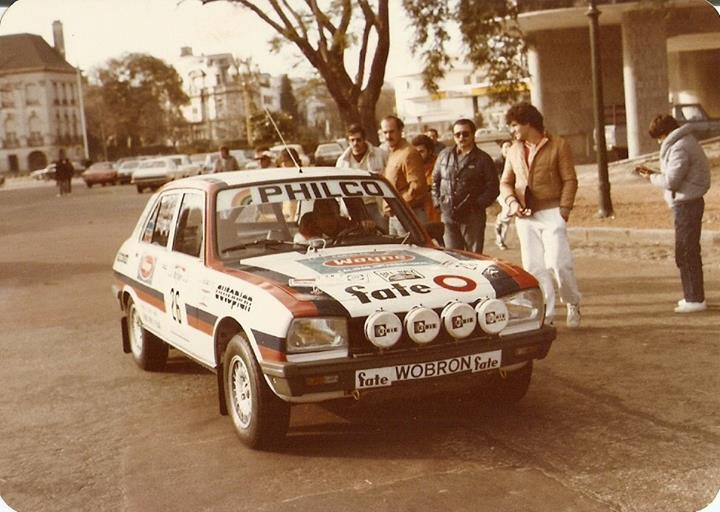
La Peugeot 504 de Francisco Alcuaz.

Peugeot Argentine aligne deux berlines 504 (1100 kg, moteur deux litres, 150 chevaux) pour Carlos Garro et Francisco Alcuaz. De nombreux autres pilotes locaux, engagés à titre privé, disposent de modèles identiques, notamment Jorge Maggi, Hugo Hernándes ou Carlos Bassi. Tous font confiance aux pneus Michelin.
- Ford

Plusieurs pilotes uruguayens (dont Domingo de Vitta, Luís Etchegoyen, Federico West, Gustavo Trelles) prennent le départ sur des anciennes Escort RS2000 groupe B (moteur deux litres, 160 chevaux).
- Citroën

Seul pilote français en lice, Dominique Mucherie prend le départ sur sa Citroën Visa Trophée groupe B (700 kg, traction, 1219 cm3, 100 chevaux, boîte cinq vitesses).

## Déroulement de la course

### Première étape

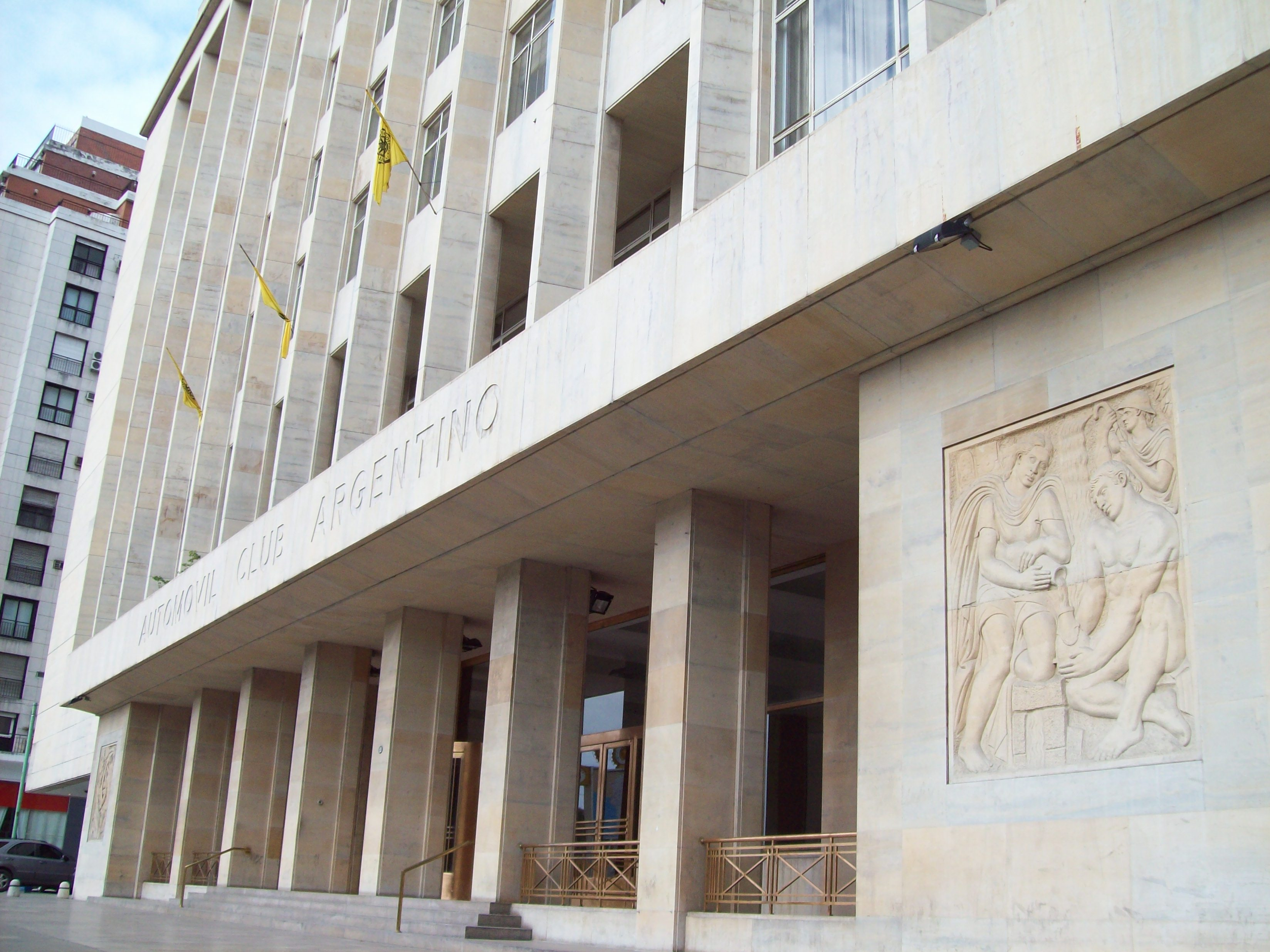
Le départ du rallye a lieu devant l'Automobile Club d'Argentine, à Buenos Aires, le vendredi soir.

Les équipages s'élancent de Buenos Aires le vendredi soir, en direction de Córdoba. Huit cents kilomètres de parcours de liaison sont à parcourir de nuit, avant de disputer la première épreuve chronométrée, au nord d'Embalse. Comme prévu, les Audi écrasent la concurrence, Jorge Recalde devançant ses coéquipiers Hannu Mikkola et Stig Blomqvist. Rubén Luis Di Palma n'a cependant pas eu l'opportunité de briller devant son public : le pilote de la quatrième Audi Quattro a inauguré la liste des abandons, un boulon de bielle ayant lâché après seulement trois cents kilomètres. Blomqvist et Mikkola prennent rapidement l'avantage sur Recalde, les trois favoris ralliant Córdoba dans cet ordre, le samedi après-midi, moins de trente secondes les séparant. Les premiers poursuivants, emmenés par la Renault 18 d'Ernesto Soto (en tête du groupe A), sont à plus de douze minutes. Alors qu'il occupait la sixième place juste derrière la Peugeot 504 de Carlos Garro, Alejandro Moroni a dû renoncer en toute fin d'étape, une bielle de sa Renault 18 ayant coulé. Seul Français au départ, Dominique Mucherie n'a pu amener sa Citroën Visa à bon port, le retard généré par une triple crevaison ayant entraîné sa mise hors course, alors que Gustavo Trelles, le meilleur des pilotes uruguayens, n'a pas dépassé le stade de la deuxième épreuve spéciale après la casse de la boîte de vitesses de sa Ford Escort.
| Pos. | Pilote              | Copilote            | Voiture         | Groupe | Temps           | Écart         |
| ---- | ------------------- | ------------------- | --------------- | ------ | --------------- | ------------- |
| 1    | Stig Blomqvist      | Björn Cederberg     | Audi Quattro A2 | B      | 1 h 35 min 27 s |               |
| 2    | Hannu Mikkola       | Arne Hertz          | Audi Quattro A2 | B      | 1 h 35 min 47 s | + 20 s        |
| 3    | Jorge Recalde       | Jorge Del Buono     | Audi Quattro A2 | B      | 1 h 35 min 55 s | + 28 s        |
| 4    | Ernesto Soto        | Martin Christie     | Renault 18 GTX  | A      | 1 h 47 min 57 s | + 12 min 30 s |
| 5    | Carlos Garro        | Marcelo Tornqvist   | Peugeot 504 TN  | B      | 1 h 49 min 19 s | + 13 min 52 s |
| 6    | Eduardo Chiavarolle | Juan López Piccioni | Renault 18 GTX  | A      | 1 h 51 min 24 s | + 15 min 57 s |
| 7    | Mario Stillo        | Daniel Stillo       | Renault 12 TS   | A      | 1 h 52 min 35 s | + 17 min 08 s |
| 8    | Gabriel Raies       | Ruben Quiroz        | Renault 12 TS   | A      | 1 h 52 min 55 s | + 17 min 28 s |
| 9    | Miguel Torrás       | Fernando Stella     | Renault 12 TS   | A      | 1 h 53 min 57 s | + 18 min 30 s |
| 10   | Francisco Alcuaz    | Daniel Muzio        | Peugeot 504 TN  | B      | 1 h 54 min 40 s | + 19 min 13 s |
| 11   | Carlos Celis        | Luis Oloya          | Renault 12 TS   | A      | 1 h 56 min 20 s | + 20 min 53 s |
| 12   | Del Campo           | Marcelo Aliberti    | Renault 12 TS   | A      | 1 h 56 min 35 s | + 21 min 08 s |

### Deuxième étape
Après une journée de repos, les équipages repartent le lundi, au petit matin, pour une boucle au nord ouest de Córdoba. Si les trois pilotes Audi, hors de portée de leurs adversaires, ne prennent absolument aucun risque, derrière la bataille est vive pour la quatrième place. L'intensité de la lutte sera fatale aux Renault 12 de Gabriel Raies (transmission hors d'usage) et de Carlos Celis (boîte de vitesses cassée tout comme pour la Renault 18 de Soto), ainsi qu'à la 504 de Francisco Alcuaz (moteur cassé). Blomqvist conserve le commandement de la course avec quelques minutes d'avance sur Mikkola et Recalde (qui avait brièvement pris la seconde place au cours de la matinée). C'est finalement Eduardo Chiavarolle, quatrième à près de trois quarts d'heure de la première Audi, qui place sa Renault 18 en tête du groupe A, après avoir pris l'avantage sur la 504 de Garro.
| Pos. | Pilote              | Copilote            | Voiture         | Groupe | Temps           | Écart           |
| ---- | ------------------- | ------------------- | --------------- | ------ | --------------- | --------------- |
| 1    | Stig Blomqvist      | Björn Cederberg     | Audi Quattro A2 | B      | 5 h 31 min 13 s |                 |
| 2    | Hannu Mikkola       | Arne Hertz          | Audi Quattro A2 | B      | 5 h 33 min 51 s | + 2 min 38 s    |
| 3    | Jorge Recalde       | Jorge Del Buono     | Audi Quattro A2 | B      | 5 h 36 min 29 s | + 5 min 16 s    |
| 4    | Eduardo Chiavarolle | Juan López Piccioni | Renault 18 GTX  | A      | 6 h 14 min 47 s | + 43 min 34 s   |
| 5    | Carlos Garro        | Marcelo Tornqvist   | Peugeot 504 TN  | B      | 6 h 16 min 09 s | + 44 min 56 s   |
| 6    | Mario Stillo        | Daniel Stillo       | Renault 12 TS   | A      | 6 h 16 min 26 s | + 45 min 13 s   |
| 7    | Miguel Torrás       | Fernando Stella     | Renault 12 TS   | A      | 6 h 28 min 32 s | + 57 min 19 s   |
| 8    | Yasuhiro Iwase      | Surrinder Thatthi   | Opel Ascona 400 | B      | 6 h 36 min 40 s | 1 h 05 min 27 s |
| 9    | Omar De Giovanni    | Rogue Pérez         | Fiat 128 1500   | /      | 6 h 43 min 49 s | 1 h 12 min 36 s |
| 10   | Carlos Bassi        | Roberto Syriani     | Peugeot 504     | B      | 6 h 45 min 46 s | 1 h 14 min 33 s |

### Troisième étape

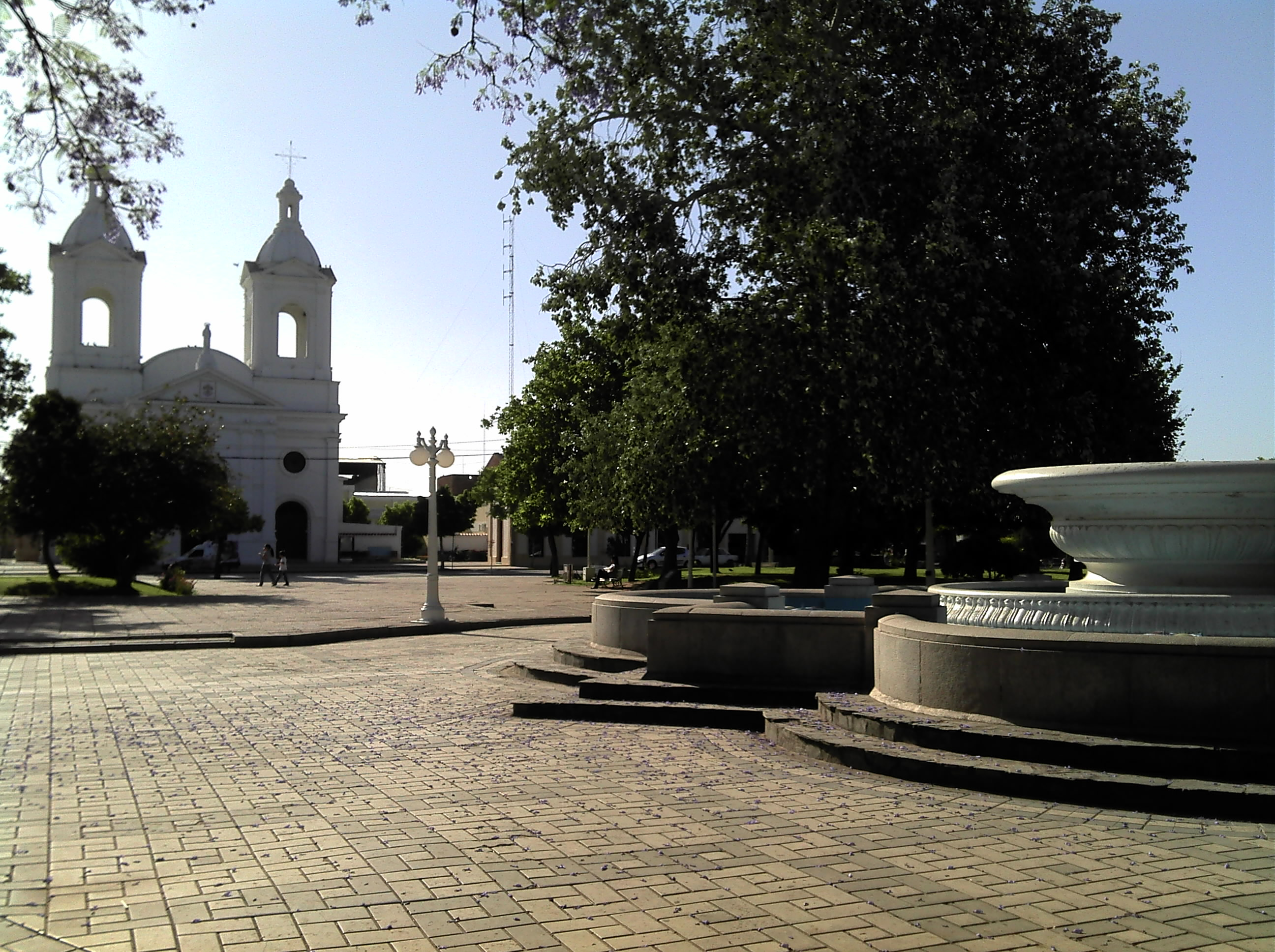
Villa Dolores, sur le parcours de la troisième étape.

Les concurrents restant en course repartent le mardi matin, pour une nouvelle boucle autour de Córdoba. Sans forcer, Blomqvist augmente progressivement son avance sur ses coéquipiers, qui se contentent de maintenir leurs positions. Le pilote suédois va cependant perdre le commandement de la course dans le secteur de Villa Dolores, une crevaison lui coûtant près de quatre minutes. Pour quatre secondes, Mikkola se retrouve en tête mais dans la spéciale suivante il ralentit suffisamment pour permettre à son coéquipier (qui joue le titre mondial) de reprendre la tête avec une nette avance. À l'arrivée de l'étape, Blomqvist a un avantage de plus d'une minute et demie sur Mikkola, lui-m^^eme trois minutes devant Recalde. Toujours quatrième sur sa Renault 18, Chiavarolle est à plus d'une heure. Après l'abandon de la 504 de Garro, joint de culasse claqué, c'est désormais la Renault 12 de Mario Stillo qui occupe la cinquième place.
| Pos. | Pilote              | Copilote            | Voiture         | Groupe | Temps            | Écart             |
| ---- | ------------------- | ------------------- | --------------- | ------ | ---------------- | ----------------- |
| 1    | Stig Blomqvist      | Björn Cederberg     | Audi Quattro A2 | B      | 8 h 42 min 53 s  |                   |
| 2    | Hannu Mikkola       | Arne Hertz          | Audi Quattro A2 | B      | 8 h 44 min 27 s  | + 1 min 34 s      |
| 3    | Jorge Recalde       | Jorge Del Buono     | Audi Quattro A2 | B      | 8 h 47 min 31 s  | + 4 min 38 s      |
| 4    | Eduardo Chiavarolle | Juan López Piccioni | Renault 18 GTX  | A      | 9 h 51 min 26 s  | + 1 h 08 min 33 s |
| 5    | Mario Stillo        | Daniel Stillo       | Renault 12 TS   | A      | 10 h 01 min 14 s | + 1 h 18 min 21 s |
| 6    | Miguel Torrás       | Fernando Stella     | Renault 12 TS   | A      | 10 h 08 min 05 s | + 1 h 25 min 12 s |
| 7    | Yasuhiro Iwase      | Surrinder Thatthi   | Opel Ascona 400 | B      | 10 h 12 min 47 s | + 1 h 29 min 54 s |
| 8    | Carlos Bassi        | Roberto Syriani     | Peugeot 504     | B      | 10 h 39 min 09 s | + 1 h 56 min 16 s |
| 9    | Omar De Giovanni    | Rogue Pérez         | Fiat 128 1500   | /      | 10 h 45 min 33 s | 2 h 02 min 40 s   |
| 10   | Hugo Hernándes      | Adolfo Coggiola     | Peugeot 504 TN  | B      | 10 h 51 min 13 s | 2 h 08 min 20 s   |

### Quatrième étape
La dernière étape est la plus courte. Elle se déroule au sud de Córdoba, le mercredi. Les positions sont acquises et rien ne vient bouleverser le classement parmi les favoris, jusqu'à l'abandon de Chiavarolle, boîte de vitesses cassée à quelques encablures de l'arrivée. Il perd la quatrième place au profit de Stillo, qui prend la tête du groupe A. Sans surprise, les Audi terminent aux trois premières places, Blomqvist s'imposant devant Mikkola et Recalde. Le Suédois remporte sa quatrième victoire de la saison, confortant sa position au championnat du monde. Auteur d'une belle remontée après avoir accumulé les ennuis mécaniques la première journée, le pilote japonais Yasuhiro Iwase amène son Opel Ascona à la cinquième place au terme d'une belle remontée. Seulement trente-quatre voitures ont fini la course, dont treize non homologuées.

### Classements intermédiaires
Classements intermédiaires des pilotes après chaque épreuve spéciale

### Classement général

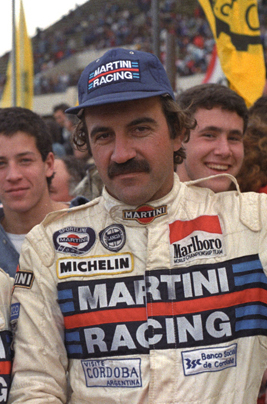
Jorge Recalde (vu ici en 1988), se classe troisième de son épreuve nationale.

| Pos | No  | Pilote             | Copilote          | Voiture         | Temps            | Écart             | Groupe |
| --- | --- | ------------------ | ----------------- | --------------- | ---------------- | ----------------- | ------ |
| 1   | 1   | Stig Blomqvist     | Björn Cederberg   | Audi Quattro A2 | 10 h 33 min 38 s |                   | B      |
| 2   | 2   | Hannu Mikkola      | Arne Hertz        | Audi Quattro A2 | 10 h 36 min 54 s | + 3 min 16 s      | B      |
| 3   | 3   | Jorge Recalde      | Jorge Del Buono   | Audi Quattro A2 | 10 h 38 min 48 s | + 5 min 10 s      | B      |
| 4   | 19  | Mario Stillo       | Daniel Stillo     | Renault 12 TS   | 12 h 12 min 20 s | + 1 h 38 min 42 s | A      |
| 5   | 4   | Yasuhiro Iwase     | Surrinder Thatthi | Opel Ascona 400 | 12 h 18 min 24 s | + 1 h 44 min 46 s | B      |
| 6   | 20  | Miguel Torrás      | Fernando Stella   | Renault 12 TS   | 12 h 20 min 57 s | + 1 h 47 min 19 s | A      |
| 7   | 32  | Carlos Bassi       | Roberto Syriani   | Peugeot 504     | 12 h 56 min 23 s | + 2 h 22 min 45 s | B      |
| 8   | 25  | Hugo Hernándes     | Adolfo Coggiola   | Peugeot 504 TN  | 13 h 09 min 12 s | + 2 h 35 min 34 s | B      |
| 9   | 119 | Omar De Giovanni   | Rogue Pérez       | Fiat 128 1500   | 13 h 16 min 30 s | + 2 h 42 min 52 s | /      |
| 10  | 38  | Nonnenmacher Pérez | Enrique Marongiu  | Peugeot 504     | 13 h 37 min 56 s | + 3 h 04 min 18 s | B      |

### Équipages de tête
- ES1 :  Jorge Recalde -  Jorge Del Buono (Audi Quattro A2)
- ES2 à ES15 :  Stig Blomqvist -  Björn Cederberg (Audi Quattro A2)
- ES16 :  Hannu Mikkola -  Arne Hertz (Audi Quattro A2)
- ES17 à ES24 :  Stig Blomqvist -  Björn Cederberg (Audi Quattro A2)

### Vainqueurs d'épreuves spéciales
- Stig Blomqvist -  Björn Cederberg (Audi Quattro A2) : 11 spéciales (ES 2, 5 à 7, 9 à 11, 13, 14, 19, 20)
- Jorge Recalde -  Jorge Del Buono (Audi Quattro A2) : 6 spéciales (ES 1, 4, 15, 17, 18, 21)
- Hannu Mikkola -  Arne Hertz (Audi Quattro A2) : 6 spéciales (ES 3, 8, 12, 16, 22, 23)

## Résultats des principaux engagés
| No  | Pilote              | Copilote             | Voiture              | Groupe | Classement général                           | Class. groupe |
| --- | ------------------- | -------------------- | -------------------- | ------ | -------------------------------------------- | ------------- |
| 1   | Stig Blomqvist      | Björn Cederberg      | Audi Quattro A2      | B      | 1er                                          | 1er           |
| 2   | Hannu Mikkola       | Arne Hertz           | Audi Quattro A2      | B      | 2e à 3 min 16 s                              | 2e            |
| 3   | Jorge Recalde       | Jorge Del Buono      | Audi Quattro A2      | B      | 3e à 5 min 10 s                              | 3e            |
| 4   | Yasuhiro Iwase      | Surrinder Thatthi    | Opel Ascona 400      | B      | 5e à 1 h 44 min 46 s                         | 4e            |
| 5   | Domingo de Vitta    | Antunez Washington   | Ford Escort RS2000   | B      | ab. dans la 9e spéciale (direction)          | -             |
| 6   | Ernesto Soto        | Martin Christie      | Renault 18 GTX       | A      | ab. dans la 8e spéciale (boîte de vitesses)  | -             |
| 7   | Carlos Celis        | Luis Oloya           | Renault 12 TS        | A      | ab. dans la 9e spéciale (accident)           | -             |
| 8   | Luís Etchegoyen     | Luís Borrallo        | Ford Escort RS2000   | B      | ab. dans la 4e spéciale (demi-arbre)         | -             |
| 9   | Federico West       | Gregorio Assadourian | Ford Escort RS2000   | B      | ab. dans la 6e spéciale (accident)           | -             |
| 10  | Gustavo Trelles     | Ricardo Ivetich      | Ford Escort RS2000   | B      | ab. dans la 2e spéciale (boîte de vitesses)  | -             |
| 11  | Jorge Maggi         | Hector Valles        | Peugeot 504 TN       | B      | ab. dans la 11e spéciale (accident)          | -             |
| 12  | Carlos Garro        | Marcelo Tornqvist    | Peugeot 504 TN       | B      | ab. dans la 15e spéciale (joint de culasse)  | -             |
| 14  | Dominique Mucherie  | Alain Miquet         | Citroën Visa Trophée | B      | ab. après la 4e spéciale (hors délai)        | -             |
| 15  | Alejandro Moroni    | Raul Campaña         | Renault 18 GTX       | A      | ab. après la 4e spéciale (bielle coulée)     | -             |
| 16  | Carlos Veronesi     | Carlos Silva         | Renault 18 GTX       | A      | ab. dans la 3e spéciale (accident)           | -             |
| 17  | Eduardo Chiavarolle | Juan López Piccioni  | Renault 18 GTX       | A      | ab. dans la 23e spéciale (boîte de vitesses) | -             |
| 18  | Gabriel Raies       | Ruben Quiroz         | Renault 12 TS        | A      | ab. dans la 8e spéciale (différentiel)       | -             |
| 19  | Mario Stillo        | Daniel Stillo        | Renault 12 TS        | A      | 4e à 1 h 38 min 42 s                         | 1er           |
| 20  | Miguel Torrás       | Fernando Stella      | Renault 12 TS        | A      | 6e à 1 h 47 min 19 s                         | 2e            |
| 24  | Rubén Luis Di Palma | Nestor Straimel      | Audi Quattro A2      | B      | ab. avant la 1re spéciale (boulon de bielle) | -             |
| 25  | Hugo Hernándes      | Adolfo Coggiola      | Peugeot 504 TN       | B      | 8e à 2 h 35 min 34 s                         | 6e            |
| 26  | Francisco Alcuaz    | Daniel Muzio         | Peugeot 504 TN       | B      | ab. dans la 8e spéciale (moteur)             | -             |
| 28  | Del Campo           | Marcelo Aliberti     | Renault 12 TS        | A      | ab. dans la 2e étape                         | -             |
| 32  | Carlos Bassi        | Roberto Syriani      | Peugeot 504          | B      | 7e à 2 h 22 min 45 s                         | 5e            |
| 38  | Nonnenmacher Pérez  | Enrique Marongiu     | Peugeot 504          | B      | 10e à 3 h 04 min 18 s                        | 7e            |
| 80  | Walter D'Agostini   | Omar Carrizo         | Renault 12 TS        | A      | 11e à 3 h 17 min 41 s                        | 3e            |
| 119 | Omar De Giovanni    | Rogue Pérez          | Fiat 128 1500        | /      | 9e à 2 h 42 min 52 s                         | -             |

## Classements des championnats à l'issue de la course

### Constructeurs
- Attribution des points : 10, 9, 8, 7, 6, 5, 4, 3, 2, 1 respectivement aux dix premières marques de chaque épreuve, additionnés de 8, 7, 6, 5, 4, 3, 2, 1 respectivement aux huit premières de chaque groupe (seule la voiture la mieux classée de chaque constructeur marque des points). Les points de groupe ne sont attribués qu'aux concurrents ayant terminé dans les dix premiers au classement général[2].

- Seuls les sept meilleurs résultats (sur dix épreuves) sont retenus pour le décompte final des points.

| Pos. | Marque     | Points | M-C  | POR  | SAF  | COR  | ACR  | NZ   | ARG  | FIN | SAN | RAC |
| ---- | ---------- | ------ | ---- | ---- | ---- | ---- | ---- | ---- | ---- | --- | --- | --- |
| 1    | Audi       | 114    | 10+8 | 10+8 | 8+6  | 6+4  | 10+8 | 10+8 | 10+8 |     |     |     |
| 2    | Lancia     | 86     | 6+4  | 9+7  | 7+5  | 10+8 | 8+6  | 9+7  | -    |     |     |     |
| 3    | Renault    | 51     | 7+5  | 6+4  | -    | 8+6  | -    | -    | 7+8  |     |     |     |
| 4    | Toyota     | 38     | -    | 3+7  | 10+8 | -    | -    | 6+4  | -    |     |     |     |
| 5    | Nissan     | 32     | 1+1  | -    | 6+4  | -    | 5+3  | 7+5  | -    |     |     |     |
| 6    | Opel       | 29     | -    | -    | 9+7  | 2+0  | -    | -    | 6+5  |     |     |     |
| 7    | Volkswagen | 21     | 2+7  | 4+8  | -    | -    | -    | -    | -    |     |     |     |
| 8    | Peugeot    | 20     | -    | -    | -    | 7+5  | -    | -    | 4+4  |     |     |     |
| 9    | Subaru     | 11     | -    | -    | -    | -    | -    | 3+8  | -    |     |     |     |
| 10   | Alfa Romeo | 9      | -    | -    | -    | 1+8  | -    | -    | -    |     |     |     |
| 11   | Ford       | 6      | -    | -    | -    | -    | -    | 4+2  | -    |     |     |     |
| 12   | Citroën    | 4      | -    | 2+2  | -    | -    | -    | -    | -    |     |     |     |
| 13   | Mazda      | 2      | -    | -    | -    | -    | 2+0  | -    | -    |     |     |     |
| 13=  | Vauxhall   | 2      | -    | 1+1  | -    | -    | -    | -    | -    |     |     |     |
| 13=  | Mitsubishi | 2      | -    | -    | -    | -    | -    | 1+1  | -    |     |     |     |

### Pilotes
- Attribution des points : 20, 15, 12, 10, 8, 6, 4, 3, 2, 1 respectivement aux dix premiers de chaque épreuve.
- Seuls les sept meilleurs résultats (sur douze épreuves) sont retenus pour le décompte final des points.

| Pos. | Pilote              | Marque  | Points | M-C | SUE | POR | SAF | COR | ACR | NZ | ARG | FIN | SAN | CIV | RAC |
| ---- | ------------------- | ------- | ------ | --- | --- | --- | --- | --- | --- | -- | --- | --- | --- | --- | --- |
| 1    | Stig Blomqvist      | Audi    | 103    | 15  | 20  | -   | -   | 8   | 20  | 20 | 20  |     |     |     |     |
| 2    | Hannu Mikkola       | Audi    | 86     | 12  | -   | 20  | 12  | -   | 15  | 12 | 15  |     |     |     |     |
| 3    | Markku Alén         | Lancia  | 75     | 3   | -   | 15  | 10  | 20  | 12  | 15 | -   |     |     |     |     |
| 4    | Attilio Bettega     | Lancia  | 34     | 8   | -   | 12  | -   | 4   | 10  | -  | -   |     |     |     |     |
| 5    | Massimo Biasion     | Lancia  | 31     | 6   | -   | 10  | -   | 15  | -   | -  | -   |     |     |     |     |
| 6    | Björn Waldegård     | Toyota  | 28     | -   | -   | -   | 20  | -   | -   | 8  | -   |     |     |     |     |
| 7    | Walter Röhrl        | Audi    | 26     | 20  | -   | 6   | -   | -   | -   | -  | -   |     |     |     |     |
| 8    | Timo Salonen        | Nissan  | 21     | 1   | -   | -   | 4   | -   | 6   | 10 | -   |     |     |     |     |
| 9    | Jean Ragnotti       | Renault | 20     | -   | -   | 8   | -   | 12  | -   | -  | -   |     |     |     |     |
| 10   | Michèle Mouton      | Audi    | 15     | -   | 15  | -   | -   | -   | -   | -  | -   |     |     |     |     |
| 10=  | Rauno Aaltonen      | Opel    | 15     | -   | -   | -   | 15  | -   | -   | -  | -   |     |     |     |     |
| 12   | Per Eklund          | Audi    | 12     | -   | 12  | -   | -   | -   | -   | -  | -   |     |     |     |     |
| 12=  | Jorge Recalde       | Audi    | 12     | -   | -   | -   | -   | -   | -   | -  | 12  |     |     |     |     |
| 12=  | Shekhar Mehta       | Nissan  | 12     | -   | -   | -   | 8   | -   | 4   | -  | -   |     |     |     |     |
| 15   | Jean-Luc Thérier    | Renault | 10     | 10  | -   | -   | -   | -   | -   | -  | -   |     |     |     |     |
| 15=  | Mats Jonsson        | Opel    | 10     | -   | 10  | -   | -   | -   | -   | -  | -   |     |     |     |     |
| 15=  | Jean-Pierre Nicolas | Peugeot | 10     | -   | -   | -   | -   | 10  | -   | -  | -   |     |     |     |     |
| 15=  | Mario Stillo        | Renault | 10     | -   | -   | -   | -   | -   | -   | -  | 10  |     |     |     |     |
| 19   | Lars-Erik Torph     | Opel    | 8      | -   | 8   | -   | -   | -   | -   | -  | -   |     |     |     |     |
| 19=  | John Buffum         | Audi    | 8      | -   | -   | -   | -   | -   | 8   | -  | -   |     |     |     |     |
| 19=  | Yasuhiro Iwase      | Opel    | 8      | -   | -   | -   | -   | -   | -   | -  | 8   |     |     |     |     |